# كريستيان فاغنر (مخرج)
كريستيان فاغنر (بالألمانية: Christian Wagner)‏ هو كاتب سيناريو ومنتج أفلام ومخرج ألماني، ولد في 26 سبتمبر 1959 في إمنشتات في ألمانيا.

## وصلات خارجية
- كريستيان فاغنر على موقع IMDb (الإنجليزية)
- كريستيان فاغنر على موقع مونزينجر (الألمانية)
- كريستيان فاغنر على موقع ألو سيني (الفرنسية)
- كريستيان فاغنر على موقع أول موفي (الإنجليزية)
- كريستيان فاغنر على موقع قاعدة بيانات الأفلام السويدية (السويدية)
- كريستيان فاغنر على موقع قاعدة بيانات الفيلم (الإنجليزية)
- كريستيان فاغنر على موقع كينوبويسك (الروسية)